# Santa Juana (Michoacán)
Santa Juana es una localidad del estado mexicano de Michoacán. Es parte del municipio de Pátzcuaro.

## Toponimia
El nombre «Santa Juana» hace referencia a la santa patrona de la localidad: Juana Francisca Frémyot de Chantal.

## Demografía
| Gráfica de evolución demográfica |
|                                  |

| Censo | Población |
| ----- | --------- |
| 1900  | 285       |
| 1910  | 331       |
| 1921  | —         |
| 1930  | 286       |
| 1940  | 368       |
| 1950  | 269       |
| 1960  | 605       |
| 1970  | 1055      |
| 1980  | 504       |
| 1990  | 1327      |
| 2000  | 1722      |
| 2010  | 1956      |
| 2020  | 2109      |